# Reza Asadi
Reza Asadi (en persa: رضا اسدی‎; Gorgan, Irán, 17 de enero de 1996) es un futbolista de Irán que juega en las posiciones de defensa, centrocampista y delantero centro con el Sepahan FC de la Iran Pro League desde el 2023.

## Carrera

### Club
| Periodo   | Club           |
| --------- | -------------- |
| 2015-2016 | Sepahan SC     |
| 2016-2017 | Naft Tehran FC |
| 2017-2019 | Saipa FC       |
| 2019–2020 | Tractor SC     |
| 2020–2021 | SKN St. Pölten |
| 2021–2022 | Persepolis FC  |
| 2022-2023 | Tractor SC     |
| 2023-2025 | Sepahan SC     |

### Selección nacional
A nivel de selecciones menores jugó para Irán en la categoría sub-20 en nueve ocasiones de 2013 a 2015 y anotó cinco goles. Debutó con Irán el 23 de marzo de 2023 en un partido amistoso ante Rusia y su primer gol internacional lo anotó en la victoria por 6-1 sobre Afganistán en Biskek por la Copa de Naciones CAFA 2023. Participó en la Copa Asiática 2023.

## Logros

### Club
- Hazfi Cup (3): 2016–17, 2019-20, 2023-24
- Supercopa de Irán (1): 2024

### Selección nacional
- CAFA Nations Cup: 2023